# Sh2-280
Sh2-280 è una nebulosa a emissione visibile nella costellazione dell'Unicorno.
Si osserva nella parte centro-settentrionale della costellazione, circa 2° a sud della Nebulosa Rosetta; può essere fotografata senza eccessive difficoltà attraverso un telescopio amatoriale di media potenza munito di appositi filtri, anche se sono necessarie lunghe pose. Essendo a soli 2° di declinazione nord, può essere osservata da tutte le aree popolate della Terra con facilità; il periodo più propizio per la sua osservazione nel cielo serale va da dicembre ad aprile.
Si tratta di una regione H II di grandi dimensioni, posta sul Braccio di Perseo nella stessa regione galattica della Nebulosa Rosetta e dell'associazione OB Monoceros OB2, a circa 1700 parsec (5540 anni luce) di distanza, e dell'ammasso aperto Cr 107; la ionizzazione dei gas della nube sarebbe ad opera della stella blu di sequenza principale HD 46573, di classe spettrale O7 e magnitudine 7,96, posta al centro della regione nebulosa. A questa si aggiunge la gigante blu HD 46847, di classe B0III e di magnitudine 8,97 e situata sul bordo nordorientale della nube. Le regioni circostanti ospitano anche altre nubi di gas ionizzato, come Sh2-282.